# Wolter Reinhold von Stackelberg
Wolter Reinhold von Stackelberg, född 20 oktober 1705 på Hallinap i Estland, död 29 oktober 1801, var en svensk greve, son till Berndt Otto Stackelberg d.ä.

## Biografi
Stackelberg föddes 1705 på Hallinap i Estland. Han var son till fältmarskalken friherre Bernt Otto Stackelberg och Elisabet Maydell. Stackelberg blev 1717 konstapel vid amiralitetet och 1721 fänrik vid livregementet i Hessen.
Han blev kapten vid Savolax infanteriregemente 1733 och tjänstgörande generaladjutant hos konung Stanislaus av Polen, där han bevistade Danzigs belägring 1734. Han blev överste i armén, överste för adelsfaneregementet 1750, generalmajor 1759, greve 1763, generallöjtnant 1766 och general 1773. Han är jämte sina båda fruar gravsatt i Stackelbergska gravkoret på Norra Fågelås kyrkogård.

### Egendom
Stackelberg ägde Östermalma i Ludgo socken, Almnäs slott i Norra Fågelås socken och Västerby i Vårdnäs socken.

### Familj
Stackelberg gifte sig första gången 12 april 1737 med grevinnan Christina Beata Taube (1717–1747) som var dotter till riksrådet och överamiralen friherre Edvard Didrik Taube af Odenkat och Christina Maria Falkenberg af Trystorp. De fick tillsammans barnen Fredrik Ulrik Stackelberg (1738–1745), Margareta Stackelberg (1740–1745), Hedvig Beata Stackelberg (1741–1767) som var gift med överkammarherren friherre Jean Jacques De Geer af Finspång, Vilhelmina Charlotta De Geer (1742–1813) som var gift med majoren Ernst von Post och översten Adolf Fredrik Stackelberg (1743–1816) vid generalstaben.
Han gifte sig andra gången 16 april 1756 med friherrinnan Ulrika Eleonora Ridderstolpe (1720–1767), dotter till presidenten friherre Carl Ridderstolpe och Margareta Gyllenkrook. De fick tillsammans dottern Carolina Margareta Stackelberg (1757–1789).